# Gustaf Mauritz Stiernswärd
Gustaf Mauritz Stiernswärd, född den 7 januari 1806 på Ängeltofta, död den 19 maj 1870 i Stockholm, var en svensk militär och författare, son till Carl Georg Stiernswärd.
Stiernswärd blev 1825 underlöjtnant vid Vendes artilleriregemente, men tog avsked 1830 med rätt att kvarstå i armén och ingick i fransk krigstjänst, där han med utmärkelse deltog i kriget i Algeriet 1832-35. Återkommen, inträdde han ånyo i svensk tjänst 1836, som underlöjtnant vid Södra skånska infanteriregementet, avancerade till major 
i armén 1854 och tog avsked 1855. 
Stiernswärd författade Handbok uti infanteriexercisen (1839-42), Handbok uti gymnastik och bajonettfäktning (1843), Anförande hos ridderskapet och adeln, riksdagen 1847 och 1848, med förslag till förändrad organisation af landtförsvaret (1848), Bihang till riksdagspolletten (7 häften, 1865-69) med mera och utgav Samling af gällande författningar rörande arméen (tillsammans med Carl David Forsberg, 1843-49).